# Thần tượng âm nhạc nhí
Tiếp nối những thành công của chương trình Vietnam Idol: Thần tượng Âm nhạc Việt Nam, chương trình Thần tượng âm nhạc nhí: Vietnam Idol Kids 2016 ra đời với mục đích tạo ra một sân chơi lành mạnh, thân thiện và chuyên nghiệp dành cho các bạn nhỏ yêu thích ca hát trên cả nước. Chương trình dựa trên format Idol Kids nổi tiếng thế giới, thuộc bản quyền của Fremantle Media.
Chương trình đã lên sóng mùa đầu tiên trên kênh VTV3 - Đài Truyền hình Việt Nam vào ngày 24/04/2016.
Đối tượng thí sinh tham gia: là công dân Việt Nam từ 5-13 tuổi, có đam mê và khả năng ca hát, đang sinh sống tại Việt Nam hay nước ngoài. Không giới hạn quốc tịch với các thí sinh có bố hoặc mẹ là người Việt Nam.
Đêm chung kết diễn ra vào tối ngày 18 tháng 7 năm 2016 và nhà vô địch là Hồ Văn Cường.

## Vòng sơ tuyển
Thần tượng âm nhạc nhí: Vietnam Idol Kids 2016 sẽ tổ chức sơ tuyển toàn quốc, lần lượt ở các địa điểm sau:
| Thứ tự | Ngày tuyển sinh       | Thành phố   | Địa điểm tổ chức                                              |
| ------ | --------------------- | ----------- | ------------------------------------------------------------- |
| 1      | 20/03/2016            | Đà Nẵng     | Khách sạn Grand Mercure, khu biệt thự Đảo Xanh, quận Hải Châu |
| 2      | 26/03/2016            | Hà Nội      | Savico Mega Mall, quận Long Biên                              |
| 2      | 27/03/2016            | Hà Nội      | Vincom Mega Mall Times City, quận Hai Bà Trưng                |
| 3      | 02/04/2016 03/04/2016 | Hồ Chí Minh | Vincom Plaza Thủ Đức, quận Thủ Đức                            |

## Vòng Audition (Thử giọng)
Các thí sinh sau khi vượt qua vòng Sơ tuyển ở ba miền Bắc, Trung, Nam sẽ bước tiếp vào vòng Audition (Thử giọng), được tổ chức ở Thành phố Hồ Chí Minh và Hà Nội. Tại đây, các thí sinh sẽ được gặp ban giám khảo chính của chương trình gồm: ca sĩ Isaac, ca sĩ Tóc Tiên, ca sĩ Văn Mai Hương, nhạc sĩ Hoài An (Giám đốc âm nhạc). Mỗi thí sinh sẽ thể hiện giọng hát của mình bằng cách hát không có nhạc nền. Nếu được sự đồng ý của 2/3 giám khảo, thí sinh sẽ nhận được vé vàng và tiếp tục bước vào vòng Nhà hát. Ngược lại, thí sinh sẽ bị loại.
Sau đây là danh sách các thí sinh được lên sóng kênh VTV3 - Đài Truyền hình Việt Nam: (Những thí sinh không được lên sóng (do thời lượng phát sóng hạn chế) thì không có tên trong danh sách này, nhưng không có nghĩa là đã bị loại, mà sẽ xuất hiện trong các vòng sau của chương trình (nếu được chọn))

### Tập 1 (Ngày 24/04/2016)
Các thí sinh khu vực phía Nam. Thành phần ban giám khảo gồm: Isaac, Tóc Tiên, Văn Mai Hương.
     Thí sinh nhận vé vàng và được vào vòng tiếp theo
     Thí sinh phải dừng cuộc thi
| Thứ tự | Tên thí sinh               | Bài hát dự thi                    | Kết quả |
| ------ | -------------------------- | --------------------------------- | ------- |
| 1      | Phan Thiên Thảo (Linh Hoa) | Tóc hát Price Tag                 | Vé vàng |
| 2      | Đỗ Minh Khang              | Gặp mẹ trong mơ                   | Vé Vàng |
| 3      | Trần Ngọc Thanh Ngân       | Hoà bình cho bé                   | Loại    |
| 4      | Lai Hoàng Kim Sơn          | Dòng máu Lạc Hồng                 | Loại    |
| 5      | Sara Ha Tina               | Nhớ ba nơi đảo xa                 |         |
| 6      | Lê Ngọc Thanh              | Ngồi tựa mạn thuyền               | Vé vàng |
| 7      | Lâm Ngọc Phương Trinh      | Đất Việt tiếng vọng ngàn đời      | Loại    |
| 8      | Lý Khánh Mai Chi           | Tôi thích                         | Vé vàng |
| 9      | Lý Vĩnh Hoà                | Đường đến ngày vinh quang Quê nhà | Vé vàng |
| 10     | Đặng Hữu Lâm               | Hello                             | Loại    |
| 11     | Huỳnh Ngọc Như Ý           | Maps                              | Loại    |
| 12     | Nguyễn Ngọc Quỳnh Giang    | Give Your Heart A Break           | Loại    |
| 13     | Huỳnh Ngọc Anh Thư         | She don't put it down             | Loại    |
| 14     | Hồ Văn Cường               | Lý đất giồng Bà năm               | Vé vàng |

### Tập 2 (Ngày 01/05/2016)
Các thí sinh khu vực phía Nam. Thành phần ban giám khảo gồm: Isaac, Tóc Tiên, Văn Mai Hương.
     Thí sinh nhận vé vàng và được vào vòng tiếp theo
     Thí sinh phải dừng cuộc thi
| Thứ tự | Tên thí sinh            | Bài hát dự thi                     | Kết quả |
| ------ | ----------------------- | ---------------------------------- | ------- |
| 1      | Nguyễn Thái Thảo Vy     | Ngày mai Nơi ấy có cha             | Vé vàng |
| 2      | Huỳnh Đức Thanh         | Ba kể con nghe                     | Vé vàng |
| 3      | Phạm Viết Thiên Phước   | Ba kể con nghe                     | Loại    |
| 4      | Lê Đoàn Song Nhi        | Lá xanh                            | Loại    |
| 5      | Đỗ Thuỵ Vân Hà          | Từ rừng xanh cháu về thăm lăng Bác | Vé vàng |
| 6      | Nguyễn Trung Thiên Phúc | Bay                                | Vé vàng |
| 7      | Nguyễn Bảo Khương       | What makes you beautiful           | Vé vàng |
| 8      | Trần Xuân Phương        | Chào buổi sáng                     | Vé vàng |
| 9      | Cao Minh Thiên Tùng     | Happy                              | Vé vàng |
| 10     | Thái Hải Thanh          | Sông Dakrong mùa xuân về           | Vé vàng |
| 11     | Lê Ngọc Quỳnh Như       | Gọi trâu                           | Loại    |
| 12     | Đào Huỳnh Minh Châu     | Ô mê ly                            | Loại    |
| 13     | Nguyễn Phạm Thảo Ly     | Mẹ yêu                             | Loại    |
| 14     | Lê Thuỵ Wendy           | Ôi quê tôi                         | Vé vàng |
| 15     | Nguyễn Phạm Bảo Trân    | Bang bang Ngẫu hứng sông Hồng      | Vé vàng |

### Tập 3 (Ngày 08/05/2016)
Các thí sinh khu vực phía Bắc. Thành phần ban giám khảo gồm: Isaac, Văn Mai Hương, Hoài An (Giám đốc âm nhạc)
     Thí sinh nhận vé vàng và được vào vòng tiếp theo
     Thí sinh phải dừng cuộc thi
| Thứ tự | Tên thí sinh           | Bài hát dự thi                           | Kết quả |
| ------ | ---------------------- | ---------------------------------------- | ------- |
| 1      | Phạm Lê Hà Anh         | Hơ Ren lên rẫy                           | Loại    |
| 2      | ?                      | Đóng nhanh lúa tốt                       | Loại    |
| 3      | ?                      | Chỉ có một trên đời                      | Loại    |
| 4      | ?                      | Inh lả ơi                                | Loại    |
| 5      | Đoàn Khánh Linh        | Hồ trên núi                              | Vé vàng |
| 6      | Nguyễn Đức Anh         | Gặp mẹ trong mơ Dậy mà đi                | Loại    |
| 7      | Lương Gia Khiêm        | Ôi quê tôi Girl on fire                  | Vé vàng |
| 8      | Trần Nam Khánh         | Mẹ yêu con                               | Vé vàng |
| 9      | Ngô Văn Tuấn Tú        | Người ơi đến hẹn lại về                  | Vé vàng |
| 10     | Bùi Đức Hiếu           | Hơ Ren lên rẫy                           | Vé vàng |
| 11     | Nguyễn Thành An        | Cha                                      | Vé vàng |
| 12     | Phạm Minh Ngọc         | Điều không thể mất                       | Vé vàng |
| 13     | Đỗ Hoàng Việt Anh      | Đám cưới chuột                           | Loại    |
| 14     | Đinh Ngọc Gia Hưng     | Đám cưới chuột                           | Loại    |
| 15     | Trần Thị Diệp Nhi      | Ngựa ô thương nhớ Chữ đẹp nết càng ngoan | Vé vàng |
| 16     | Jayden Trinh Jesudhass | 60 năm cuộc đời                          | Vé vàng |

## Vòng Nhà hát

### Tập 4 (Ngày 15/05/2016)
Kết thúc 3 tập đầu tiên của vòng Audition (Thử giọng), 39 thí sinh xuất sắc nhất đã được nhận vé vàng bước tiếp vào vòng Nhà hát. Các thí sinh tập trung tại Thành phố Hồ Chí Minh và có buổi tập luyện với nhạc sĩ Lý Huỳnh Long, nhạc sĩ Hoài An, ca sĩ Tú Quyên để nâng cao kỹ thuật thanh nhạc và kỹ năng trình diễn. Các thí sinh sẽ trải qua hai phần thi:
- Hát không có nhạc với microphone: từ 39 thí sinh chọn ra 21 thí sinh.
- Hát với đàn piano: từ 21 thí sinh chọn ra 12 thí sinh vào vòng liveshow.

Sau 2 phần thi, ban giám khảo đã chọn ra được 13 thí sinh xuất sắc nhất (nhiều hơn 1 thí sinh so với dự định ban đầu là 12 thí sinh), bao gồm:
| Thứ tự | Tên thí sinh               | Bài hát dự thi hát không có nhạc với microphone | Bài hát dự thi hát với đàn piano |
| ------ | -------------------------- | ----------------------------------------------- | -------------------------------- |
| 1      | Lương Gia Khiêm            | You raise me up                                 | Đôi chân trần                    |
| 2      | Trần Thị Diệp Nhi          | Một trái tim một quê hương                      | Lời con hứa                      |
| 3      | Nguyễn Trung Thiên Phúc    | Lời ru Âu Lạc                                   | Papa Giọt sương trên mí mắt      |
| 4      | Phan Thiên Thảo (Linh Hoa) | Phần dự thi không được phát sóng                | Girl on fire                     |
| 5      | Cao Minh Thiên Tùng        | Happy                                           | Papa                             |
| 6      | Nguyễn Phạm Bảo Trân       | Ngẫu hứng sông Hồng                             | Vì ta đã thấy mặt trời           |
| 7      | Huỳnh Đức Thanh            | Phần dự thi không được phát sóng                | Anh ba khía                      |
| 8      | Vũ Thái Thảo Vy            | Ly cà phê ban mê                                | Vì tôi còn sống                  |
| 9      | Jayden Trinh Jesudhass     | Sắc màu                                         | At last                          |
| 10     | Đoàn Khánh Linh            | Uống trà                                        | Hồ trên núi                      |
| 11     | Nguyễn Bảo Khương          | Phần dự thi không được phát sóng                | Hello What makes you beautiful   |
| 12     | Nguyễn Mai Thuỳ Anh        | Cha                                             | Mẹ yêu con                       |
| 13     | Hồ Văn Cường               | Sóc sờ bay Sóc Trăng                            | Áo mới Cà Mau                    |

- Lương Gia Khiêm từng tham gia Giọng hát Việt nhí (mùa 3) thuộc đội Hồ Hoài Anh & Lưu Hương Giang dừng chân ở vòng đối đầu.
- Trần Thị Diêp Nhi từng lọt Top 6 Đồ Rê Mí 2015.
- Linh Hoa từng là quán quân Bước nhảy hoàn vũ nhí 2014 đội Đoan Trang & Phan Hiển.
- Cao Minh Thiên Tùng từng tham gia Giọng hát Việt nhí (mùa 3) thuộc đội Cẩm Ly dừng chân ở vòng đối đầu, tham gia Người hùng tí hon (mùa 1) đội Vui nhộn (Đại Nhân) về nhì.
- Huỳnh Đức Thanh từng lọt Top 12 Đồ Rê Mí 2015, Top 10 Young Hit Young Beat - Nhí Tài Năng 2015.
- Nguyễn Phạm Bảo Trân từng là giải nhất Đồ Rê Mí 2012.
- Vũ Thái Thảo Vy từng lọt Top 14 chung kết Vietnam's Got Talent (mùa 3).
- Nguyễn Mai Thùy Anh từng tham gia Giọng hát Việt nhí (mùa 1) nhưng bị loại ở vòng giấu mặt.
- Nguyễn Trung Thiên Phúc từng tham gia Giọng hát Việt nhí (mùa 3) thuộc đội Cẩm Ly dừng chân ở vòng đối đầu, tham gia Người hùng tí hon (mùa 1) đội Khổng lồ (Phương Anh Idol) về thứ 4.

## Vòng Studio (Bán kết)
Kể từ vòng Studio, 13 thí sinh xuất sắc nhất của Thần tượng âm nhạc nhí sẽ thi đấu trực tiếp qua các vòng liveshow. Để chuẩn bị cho các tiết mục trình diễn trên sân khấu, các thí sinh đã có những hoạt động chung đầu tiên, đó là thu âm ca khúc chung của top 13 với giám đốc âm nhạc Hoài An và giảng viên thanh nhạc Tú Quyên. Song song đó, các thí sinh được tham gia luyện thanh nhạc với nhạc sĩ Lý Huỳnh Long và các lớp học vũ đạo.

### Tập 5 (Ngày 22/05/2016): Top 6 thí sinh nữ
Trong tập đầu tiên của vòng Studio, top 6 thí sinh nữ xuất sắc nhất sẽ hát một bài hát tự chọn. Ban giám khảo sẽ cho điểm theo ba mức là A, B hoặc C. Mức A tương ứng 30%, mức B tương ứng 20% và mức C tương ứng 10% và điểm của ban giám khảo sẽ được lấy trung bình cộng. Tỉ lệ phần trăm này sẽ cộng chung với tỉ lệ phần trăm bình chọn từ khán giả xem truyền hình để xác định thí sinh nào sẽ tiếp tục và thí sinh nào sẽ bị loại. Thí sinh có tổng điểm thấp nhất vào cuối chương trình sẽ bị loại. Mỗi thí sinh sẽ có 5 phút trong phần trình diễn của mình để khán giả bình chọn qua tổng đài 6370. Mỗi khán giả có tối đa 3 tin nhắn dành cho một thí sinh.
Tiết mục mở đầu: Sức mạnh siêu phàm (Mew Amazing) - Top 13 thí sinh biểu diễn
Danh sách các phần dự thi của top 6 nữ:
     Thí sinh được đi tiếp vào vòng trong
     Thí sinh phải dừng cuộc thi
| Thứ tự biểu diễn | Mã số thí sinh | Tên thí sinh               | Bài hát dự thi (Sáng tác)                                           | Điểm từ ban giám khảo | Tỉ lệ bình chọn từ khán giả | Tổng điểm | Kết quả        | - style="background:yellow" | 1 | 1 | Nguyễn Phạm Bảo Trân | Girl on fire (Jeff Bhasker, Salaam Remi) | A (30%) | 9,19% | 39,19 | VÀO VÒNG TRONG |
| 2                | 2              | Vũ Thái Thảo Vy            | Con sẽ sống vì mẹ (Phương Tuyền)                                    | A (30%)               | 7,90%                       | 37,90     | VÀO VÒNG TRONG |                             |   |   |                      |                                          |         |       |       |                |
| 3                | 3              | Phan Thiên Thảo (Linh Hoa) | Roar (Katy Perry, Bonnie Mckee, Dr. Luke, Max Martin, Henry Walter) | B (20%)               | 9,40%                       | 29,40     | LOẠI           |                             |   |   |                      |                                          |         |       |       |                |
| 4                | 4              | Trần Thị Diệp Nhi          | Tomorrow (Charles Trouse, Martin Charnin)                           | A (30%)               | 21,85%                      | 51,85     | VÀO VÒNG TRONG |                             |   |   |                      |                                          |         |       |       |                |
| 5                | 5              | Đoàn Khánh Linh            | Thư pháp (Nguyễn Duy Hùng)                                          | A (30%)               | 30,92%                      | 60,92     | VÀO VÒNG TRONG |                             |   |   |                      |                                          |         |       |       |                |
| 6                | 6              | Nguyễn Mai Thuỳ Anh        | Bay vào ngày xanh (Dương Thụ)                                       | A (30%)               | 20,74%                      | 50,74     | VÀO VÒNG TRONG |                             |   |   |                      |                                          |         |       |       |                |

Xếp hạng top 5 nữ:
| Tên thí sinh         | Xếp hạng điểm từ ban giám khảo | Xếp hạng tỉ lệ bình chọn từ khán giả | Xếp hạng chung cuộc |
| -------------------- | ------------------------------ | ------------------------------------ | ------------------- |
| Đoàn Khánh Linh      | 1                              | 1                                    | 1                   |
| Trần Thị Diệp Nhi    | 1                              | 2                                    | 2                   |
| Nguyễn Mai Thuỳ Anh  | 1                              | 3                                    | 3                   |
| Nguyễn Phạm Bảo Trân | 1                              | 4                                    | 4                   |
| Nguyễn Thái Thảo Vy  | 1                              | 5                                    | 5                   |

### Tập 6 (Ngày 29/05/2016): Top 7 thí sinh nam
Tập tiếp theo của vòng Studio sẽ là cuộc tranh tài của top 7 thí sinh nam. Thể lệ của vòng thi này tương tự như vòng thi trước của top 6 thí sinh nữ. Tuy nhiên, ở vòng này sẽ có 2 thí sinh bị loại, là 2 thí sinh có tổng điểm thấp nhất. Sau vòng thi này, top 10 chung cuộc sẽ lộ diện.
Danh sách các phần dự thi của top 7 nam:
     Thí sinh được đi tiếp vào vòng trong
Thí sinh phải dừng cuộc thi
| Thứ tự biểu diễn | Mã số thí sinh | Tên thí sinh            | Bài hát dự thi (Sáng tác)         | Điểm từ ban giám khảo   | Tỉ lệ bình chọn từ khán giả | Tổng điểm | Kết quả        |
| ---------------- | -------------- | ----------------------- | --------------------------------- | ----------------------- | --------------------------- | --------- | -------------- |
| 1                | 1              | Nguyễn Trung Thiên Phúc | Chào buổi sáng (Nguyễn Dân)       | ? (*)                   | ? (*)                       | ? (*)     | LOẠI           |
| 2                | 2              | Huỳnh Đức Thanh         | Thương quá Việt Nam (Phạm Thế Mỹ) | B (20%)                 | 13,20%                      | 33,20     | VÀO VÒNG TRONG |
| 3                | 3              | Hồ Văn Cường            | Về miền Tây (Tô Thanh Tùng)       | A (30%)                 | 52,40%                      | 82,40     | VÀO VÒNG TRONG |
| 4                | 4              | Nguyễn Bảo Khương       | Lột xác (Nguyễn Hải Phong)        | ? (*)                   | ? (*)                       | ? (*)     | LOẠI           |
| 5                | 5              | Lương Gia Khiêm         | Trả lại cho em (Dương Cầm)        | A (30%)                 | 12,50%                      | 42,50     | VÀO VÒNG TRONG |
| 6                | 6              | Cao Minh Thiên Tùng     | Con đường tôi (Khắc Hưng)         | A - A - B (**) (26,67%) | 5,90%                       | 32,57     | VÀO VÒNG TRONG |
| 7                | 7              | Jayden Trinh Jesudhass  | Let it be (Paul McCartney)        | A (30%)                 | 12,20%                      | 42,20     | VÀO VÒNG TRONG |

(*): Điểm của ban giám khảo và tỉ lệ bình chọn này không được công bố trong chương trình trực tiếp.
(**): Nếu cả ba giám khảo thống nhất một mức điểm (A, B hoặc C) dành cho thí sinh thì số điểm đó sẽ là số điểm cuối cùng của giám khảo. Nhưng trong trường hợp giám khảo có những ý kiến khác nhau thì điểm số của giám khảo sẽ được tính trung bình cộng. Trong trường hợp này, có hai giám khảo cho điểm A (30%) và một giám khảo cho điểm B (20%) nên điểm cuối cùng của giám khảo là 26,67%.
Xếp hạng top 5 nam:
| Tên thí sinh        | Xếp hạng điểm từ ban giám khảo | Xếp hạng tỉ lệ bình chọn từ khán giả | Xếp hạng chung cuộc |
| ------------------- | ------------------------------ | ------------------------------------ | ------------------- |
| Hồ Văn Cường        | 1                              | 1                                    | 1                   |
| Lương Gia Khiêm     | 1                              | 3                                    | 2                   |
| Jayden Trịnh        | 1                              | 4                                    | 3                   |
| Huỳnh Đức Thanh     | 3                              | 2                                    | 4                   |
| Cao Minh Thiên Tùng | 2                              | 5                                    | 5                   |

| Thứ tự | Tên thí sinh | Quê quán              | Tuổi |
| ------ | ------------ | --------------------- | ---- |
| 1      | Gia Khiêm    | Hà Nội                | 10   |
| 2      | Jayden       | New Zealand           | 12   |
| 3      | Văn Cường    | Tiền Giang            | 13   |
| 4      | Bảo Trân     | Thành phố Hồ Chí Minh | 9    |
| 5      | Thiên Tùng   | Thành phố Hồ Chí Minh | 12   |
| 6      | Thùy Anh     | Hà Nội                | 12   |
| 7      | Thảo Vy      | Hà Nội                | 13   |
| 8      | Diệp Nhi     | Nghệ An               | 8    |
| 9      | Khánh Linh   | Hải Phòng             | 12   |
| 10     | Đức Thanh    | Quảng Nam             | 8    |

## Vòng Gala
Chú giải về màu sắc:

### Tập 6 (Ngày 05/06/2016): Top 10 - Quê hương & Đất nước
Hướng dẫn: ca sĩ Nhật Thủy
| STT | Tên thí sinh           | Bài hát dự thi                                        | Kết quả   |
| --- | ---------------------- | ----------------------------------------------------- | --------- |
| 1   | Lương Gia Khiêm        | Tôi yêu (Phương Uyên)                                 | An toàn   |
| 2   | Trần Thị Diệp Nhi      | Quê tôi (Hoàng Anh Minh)                              | Nguy hiểm |
| 3   | Nguyễn Mai Thùy Anh    | Bay qua Biển Đông (Lê Việt Khánh)                     | An toàn   |
| 4   | Jayden Trịnh Jesudhass | Quê hương (Nhạc: Giáp Văn Thạch - Thơ: Đỗ Trung Quân) | Cao nhì   |
| 5   | Huỳnh Đức Thanh        | Dòng máu Lạc Hồng (Lê Quang)                          | Loại      |
| 6   | Nguyễn Phạm Bảo Trân   | Sắc màu (Trần Tiến)                                   | An toàn   |
| 7   | Vũ Thái Thảo Vy        | Tên tôi Việt Nam (Hoàng Tôn)                          | Nguy hiểm |
| 8   | Đoàn Khánh Linh        | Tôi yêu biển Việt Nam (Hoài An)                       | An toàn   |
| 9   | Cao Minh Thiên Tùng    | Saigon here we come (Addy Trần)                       | An toàn   |
| 10  | Hồ Văn Cường           | Còn thương rau đắng mọc sau hè (Bắc Sơn)              | Cao nhất  |

### Tập 7 (Ngày 12/06/2016): Top 9
Hướng dẫn: ca sĩ Hoàng Bách
| STT | Tên thí sinh           | Bài hát dự thi                                                                                              | Kết quả   |
| --- | ---------------------- | --- | --------- |
| 1   | Đoàn Khánh Linh        | Mẹ tôi (Trần Tiến)                                                                                          | Nguy hiểm |
| 2   | Trần Thị Diệp Nhi      | Liên khúc: Đi học (Nhạc: Bùi Đình Thảo - Thơ: Hoàng Minh Chánh), Mặt trời mọc trên P'Lây (Trương Quang Lục) | Nguy hiểm |
| 3   | Cao Minh Thiên Tùng    | Cha (Anh Tuấn)                                                                                              | An toàn   |
| 4   | Jayden Trịnh Jesudhass | I'll be there (Berry Gordy, Bob West, Hal Davis, Willie Hutch)                                              | An toàn   |
| 5   | Vũ Thái Thảo Vy        | Làm cha (Dương Trường Giang)                                                                                | Loại      |
| 6   | Lương Gia Khiêm        | Cha và con trai (Châu Đăng Khoa)                                                                            | Cao nhì   |
| 7   | Hồ Văn Cường           | Liên khúc: Lòng mẹ (Y Vân), Bông hồng cài áo (Phạm Thế Mỹ)                                                  | Cao nhất  |
| 8   | Nguyễn Phạm Bảo Trân   | Mẹ yêu ơi (Quách Beem)                                                                                      | An toàn   |
| 9   | Nguyễn Mai Thùy Anh    | Về nơi đâu (Hoài An)                                                                                        | An toàn   |

### Tập 8 (Ngày 19/06/2016): Top 8 - Tỏa sáng
Hướng dẫn: ca sĩ Thanh Ngọc
| STT | Tên thí sinh           | Bài hát dự thi                                                               | Kết quả   |
| --- | ---------------------- | ---------------------------------------------------------------------------- | --------- |
| 1   | Jayden Trịnh Jesudhass | Nếu điều đó xảy ra (Ngọc Châu)                                               | An toàn   |
| 2   | Trần Thị Diệp Nhi      | Tự tin là chính tôi (Phương Uyên)                                            | Loại      |
| 3   | Cao Minh Thiên Tùng    | See you again (Charlie Puth)                                                 | Nguy hiểm |
| 4   | Lương Gia Khiêm        | Bang bang bang (Teddy, G - Dragon, T.O.P)                                    | An toàn   |
| 5   | Đoàn Khánh Linh        | Ô mê ly (Văn Phụng)                                                          | An toàn   |
| 6   | Nguyễn Mai Thùy Anh    | If we hold on together (Nhạc: James Horner, lời: Will Jeaning)               | Nguy hiểm |
| 7   | Nguyễn Phạm Bảo Trân   | Liên khúc: Ly cà phê Ban Mê (Nguyễn Cường) - Ngọn lửa cao nguyên (Trần Tiến) | Cao nhì   |
| 8   | Hồ Văn Cường           | Hát từ trái tim (Nhạc: Lý Mỹ Hưng - Lời: Hoài An)                            | Cao nhất  |

### Tập 9 (Ngày 26/06/2016): Top 7-Thách Đố
Hướng dẫn: ca sĩ Tóc Tiên, Isaac và Văn Mai Hương
| STT | Tên thí sinh           | Bài hát dự thi                                                             | Kết quả   |
| --- | ---------------------- | -------------------------------------------------------------------------- | --------- |
| 1   | Cao Minh Thiên Tùng    | Liên khúc: Beat it - They don't care about us (Michael Jackson)            | An toàn   |
| 2   | Jayden Trịnh Jesudhass | Hallelujah (Leonard Cohen)                                                 | Nguy hiểm |
| 3   | Đoàn Khánh Linh        | Thằng Cuội (Lê Thương)                                                     | Loại      |
| 4   | Lương Gia Khiêm        | Bay (Nguyễn Hải Phong)                                                     | An toàn   |
| 5   | Nguyễn Mai Thùy Anh    | Liên khúc: Bèo dạt mây trôi (Dân ca Quan họ Bắc Ninh) - Em tôi (Thuận Yến) | Nguy hiểm |
| 6   | Hồ Văn Cường           | Sa mưa giông (Bắc Sơn)                                                     | Cao nhất  |
| 7   | Nguyễn Phạm Bảo Trân   | Con cò (Lưu Hà An)                                                         | Cao nhì   |

### Tập 10 (Ngày 03/07/2016): Top 6
- Hướng dẫn: ca sĩ Ngọc Khuê
- Khách mời đặc biệt: 365

| STT | Tên thí sinh           | Bài hát dự thi                                                                            | Kết quả   |
| --- | ---------------------- | ----------------------------------------------------------------------------------------- | --------- |
| 1   | Nguyễn Mai Thùy Anh    | Liên khúc: Chị tôi (Nhạc: Trọng Đài, Thơ: Đoàn Thị Tảo) - Ngẫu hứng sông Hồng (Trần Tiến) | Loại      |
| 2   | Jayden Trịnh Jesudhass | Về quê (Phó Đức Phương)                                                                   | Nguy hiểm |
| 3   | Cao Minh Thiên Tùng    | Ngựa ô thương nhớ (Trần Tiến)                                                             | Nguy hiểm |
| 4   | Hồ Văn Cường           | Tiền Giang quê em (Nhật Trung)                                                            | Cao nhất  |
| 5   | Lương Gia Khiêm        | Quê nhà (Trần Tiến)                                                                       | An toàn   |
| 6   | Nguyễn Phạm Bảo Trân   | Non nước hữu tình (Thanh Sơn)                                                             | Cao nhì   |

- Tiết mục khách mời:

| Thứ tự | Khách mời                                                                                          | Bài hát (Sáng tác)                               |
| ------ | -------------------------------------------------------------------------------------------------- | ------------------------------------------------ |
| 1      | Jayden, Hồ Văn Cường, Bảo Trân, Thiên Tùng, Gia Khiêm, Thùy Anh, 365 (Isaac, Jun Phạm, Will, S.T.) | Bống bống bang bang (Only C - Nguyễn Phúc Thiện) |

### Tập 11 (Ngày 10/07/2016): Top 5
Hướng dẫn: ca sĩ Võ Hạ Trâm
| STT | Tên thí sinh           | Bài hát dự thi               | Kết quả   |
| --- | ---------------------- | ---------------------------- | --------- |
| 1   | Cao Minh Thiên Tùng    | Đám cưới chuột (Gạt Tàn Đầy) | Loại      |
| 2   | Lương Gia Khiêm        | Sau tất cả (Khắc Hưng)       | Nguy hiểm |
| 3   | Nguyễn Phạm Bảo Trân   | Ngọn cờ lau (Hoài An)        | An toàn   |
| 4   | Jayden Trịnh Jesudhass | Mặt trời bé con (Trần Tiến)  | Cao nhì   |
| 5   | Hồ Văn Cường           | Nắng có còn xuân (Đức Trí)   | Cao nhất  |

- Tiết mục biểu diễn ngoài cuộc thi:

| Thứ tự | Thí sinh                                              | Bài hát (Sáng tác)         |
| ------ | ----------------------------------------------------- | -------------------------- |
| 1      | Jayden, Hồ Văn Cường, Bảo Trân, Thiên Tùng, Gia Khiêm | Sắc màu trái cây (Hoài An) |

Tập 12 (17/07/2016): Chung kết - 
Truyền hình trực tiếp: 21h00' ngày 17/07/2016
Đêm trình diễn công bố và kết quả
| Thứ tự | Thí sinh               | Bài hát thành công ở những gala trước (Sáng tác)      | Bài hát do BGK lựa chọn (Sáng tác)                 | Kết quả     |
| ------ | ---------------------- | ----------------------------------------------------- | -------------------------------------------------- | ----------- |
| 1      | Nguyễn Phạm Bảo Trân   | Con cò (Lưu Hà An)                                    | Born this way (Lady Gaga - Jeppe Laursen)          | Á quân      |
| 2      | Jayden Trịnh Jesudhass | Quê hương (Nhạc: Giáp Văn Thạch - Thơ: Đỗ Trung Quân) | We are the world (Michael Jackson - Lionel Richie) | Giải ba     |
| 3      | Lương Gia Khiêm        | Bang bang bang (Teddy, G - Dragon, T.O.P)             | À ơi (Lê Minh)                                     | Giải ba     |
| 4      | Hồ Văn Cường           | Còn thương rau đắng mọc sau hè (Bắc Sơn)              | Bà năm (Vũ Quốc Việt)                              | Nhà vô địch |

- Công bố kết quả:

| Thứ tự | Thí sinh               | Tỉ lệ (%) | Kết quả     |
| ------ | ---------------------- | --------- | ----------- |
| 1      | Nguyễn Phạm Bảo Trân   | 23,78%    | Á quân      |
| 2      | Jayden Trịnh Jesudhass | 8,51%     | Giải ba     |
| 3      | Lương Gia Khiêm        | 8,51%     | Giải ba     |
| 4      | Hồ Văn Cường           | 59,2%     | Nhà vô địch |

## Thứ tự bị loại
| Hồ Văn Cường           | Cao nhất  | Cao nhất  | Cao nhất  | Cao nhất  | Cao nhất  | Cao nhất  | 59,2%  |  |  |  |  |
| Nguyễn Phạm Bảo Trân   | An toàn   | An toàn   | Cao nhì   | Cao nhì   | Cao nhì   | An toàn   | 23,78% |  |  |  |  |
| Jayden Trịnh Jesudhass | Cao nhì   | An toàn   | An toàn   | Nguy hiểm | Nguy hiểm | Cao nhì   | 8,51%  |  |  |  |  |
| Lương Gia Khiêm        | An toàn   | Cao nhì   | An toàn   | An toàn   | An toàn   | Nguy hiểm | 8,51%  |  |  |  |  |
| Cao Minh Thiên Tùng    | An toàn   | An toàn   | Nguy hiểm | An toàn   | Nguy hiểm | Loại      |        |  |  |  |  |
| Nguyễn Mai Thùy Anh    | An toàn   | An toàn   | Nguy hiểm | Nguy hiểm | Loại      |           |        |  |  |  |  |
| Đoàn Khánh Linh        | An toàn   | Nguy hiểm | An toàn   | Loại      |           |           |        |  |  |  |  |
| Trần Thị Diệp Nhi      | Nguy hiểm | Nguy hiểm | Loại      |           |           |           |        |  |  |  |  |
| Vũ Thái Thảo Vy        | Nguy hiểm | Loại      |           |           |           |           |        |  |  |  |  |
| Huỳnh Đức Thanh        | Loại      |           |           |           |           |           |        |  |  |  |  |